# Militair attaché
Een militair attaché , ook wel defensieattaché, is een militair, meestal een officier, die aan een ambassade of een internationale organisatie (bijvoorbeeld de OVSE of de NAVO) is verbonden. Net zoals andere diplomaten genieten militair attachés diplomatieke onschendbaarheid. Dit is vastgelegd in het Verdrag van Wenen inzake diplomatiek verkeer  van 1961.
In dat verdrag staat ook dat ontvangende staat mag eisen dat de namen van militaire attachés vooraf ter goedkeuring worden voorgelegd.
De militair attaché vertegenwoordigt de strijdkrachten en hun leiding in de ontvangende staat, en fungeert daar als contactpersoon voor het Ministerie van Defensie en haar krijgsmacht.
De militair attaché verzamelt en rapporteert gegevens die vanuit politiek, militair, sociaal-economisch, technisch of historisch oogpunt van belang wordt geacht. Ook onderhoudt de militair attaché nauw contact met verschillende vertegenwoordigers van de defensieorganisatie van het gastland en met andere buitenlandse militair attachés die in het gastland geaccrediteerd zijn.

De militair attaché behartigt de belangen van de militairen die zich voor zijn land en in dienstverband in zijn ambtsgebied bevinden.
Militair attachés zijn niet op iedere ambassade te vinden, soms zijn ze voor meer landen in dezelfde regio geaccrediteerd.
De grenzen tussen het op wettige wijze vergaren van belangrijke informatie en ongeoorloofde activiteiten, in het bijzonder spionage, kunnen niet altijd duidelijk worden getrokken. Het komt voor dat militair attachés en/of hun diplomatieke medewerkers worden uitgewezen op verdenking van spionage.